# Madrid Open 2024 - Qualificazioni singolare maschile
Le qualificazioni del singolare maschile del Madrid Open 2024 sono state un torneo di tennis preliminare per accedere alla fase finale della manifestazione. I vincitori dell'ultimo turno sono entrati di diritto nel tabellone principale. In caso di ritiro di uno o più giocatori aventi diritto a questi sono subentrati i lucky loser, ossia i giocatori che hanno perso nell'ultimo turno ma che avevano una classifica più alta rispetto agli altri partecipanti che avevano comunque perso nel turno finale.

## Teste di serie
1. Pedro Martínez (primo turno)
2. Federico Coria (ultimo turno)
3. Roberto Bautista Agut (ultimo turno, lucky loser)
4. Brandon Nakashima (qualificato)
5. Thiago Agustín Tirante (ultimo turno)
6. Constant Lestienne (ritirato)
7. Corentin Moutet (qualificato)
8. Thanasi Kokkinakis (qualificato)
9. Fabio Fognini (ritirato)
10. Hugo Gaston (primo turno)
11. Aleksandar Kovacevic (qualificato)
12. David Goffin (primo turno)
13. Maximilian Marterer (primo turno)

1. Dominic Thiem (ultimo turno)
2. Cristian Garín (ritirato)
3. Albert Ramos Viñolas (qualificato)
4. Camilo Ugo Carabelli (ultimo turno)
5. Alexandre Müller (primo turno, ritirato)
6. Richard Gasquet (qualificato)
7. Thiago Monteiro (qualificato)
8. Francisco Comesaña (ultimo turno)
9. Lukáš Klein (qualificato)
10. Jurij Rodionov (primo turno)
11. Vít Kopřiva (primo turno)
12. Duje Ajduković (ultimo turno)

## Qualificati
1. Thiago Monteiro
2. Pablo Llamas Ruiz
3. Albert Ramos Viñolas
4. Brandon Nakashima
5. Lukáš Klein
6. Benjamin Hassan

1. Corentin Moutet
2. Thanasi Kokkinakis
3. Richard Gasquet
4. Hamad Međedović
5. Aleksandar Kovacevic
6. Facundo Bagnis

### Lucky loser
1. Roberto Bautista Agut

## Tabellone

### Legenda
| - Q = Qualificato - WC = Wild card - LL = Lucky loser | - ALT = Alternate - SE = Special Exempt - PR = Protected Ranking | - w/o = Walkover - r = Ritirato - d = Squalificato |

### Sezione 1
|  | Primo turno | Primo turno     | Primo turno    | Primo turno | Primo turno |  |  | Ultimo turno | Ultimo turno    | Ultimo turno | Ultimo turno | Ultimo turno |  |
|  |             |                 |                |             |             |  |  |              |                 |              |              |              |  |
|  | 1           | Pedro Martínez  | Pedro Martínez | 2           | 3           |  |  |              |                 |              |              |              |  |
|  |             | Radu Albot      | Radu Albot     | 6           | 6           |  |  |              | Radu Albot      | 6            | 6            | 4            |  |
|  | WC          | Lucas Pouille   | 6              | 4           | 4           |  |  | 20           | Thiago Monteiro | 7            | 1            | 6            |  |
|  | 20          | Thiago Monteiro | 4              | 6           | 6           |  |  |              |                 |              |              |              |  |

### Sezione 2
|  | Primo turno | Primo turno       | Primo turno       | Primo turno | Primo turno |  |  | Ultimo turno | Ultimo turno      | Ultimo turno      | Ultimo turno | Ultimo turno |  |
|  |             |                   |                   |             |             |  |  |              |                   |                   |              |              |  |
|  | 2           | Federico Coria    | 6                 | 4           | 6           |  |  |              |                   |                   |              |              |  |
|  |             | Michail Kukuškin  | 2                 | 6           | 2           |  |  | 2            | Federico Coria    | Federico Coria    | 5            | 5            |  |
|  |             | Quentin Halys     | Quentin Halys     | 2           | 4           |  |  | Alt          | Pablo Llamas Ruiz | Pablo Llamas Ruiz | 7            | 7            |  |
|  | Alt         | Pablo Llamas Ruiz | Pablo Llamas Ruiz | 6           | 6           |  |  |              |                   |                   |              |              |  |

### Sezione 3
|  | Primo turno | Primo turno           | Primo turno           | Primo turno | Primo turno |  |  | Ultimo turno | Ultimo turno          | Ultimo turno | Ultimo turno | Ultimo turno |  |
|  |             |                       |                       |             |             |  |  |              |                       |              |              |              |  |
|  | 3           | Roberto Bautista Agut | Roberto Bautista Agut | 6           | 6           |  |  |              |                       |              |              |              |  |
|  | WC          | Amir Omarchanov       | Amir Omarchanov       | 2           | 1           |  |  | 3            | Roberto Bautista Agut | 4            | 6            | 4            |  |
|  |             | Diego Schwartzman     | 6                     | 63          | 2           |  |  | 16           | Albert Ramos Viñolas  | 6            | 3            | 6            |  |
|  | 16          | Albert Ramos Viñolas  | 3                     | 7           | 6           |  |  |              |                       |              |              |              |  |

### Sezione 4
|  | Primo turno | Primo turno             | Primo turno             | Primo turno | Primo turno |  |  | Ultimo turno | Ultimo turno         | Ultimo turno         | Ultimo turno | Ultimo turno |  |
|  |             |                         |                         |             |             |  |  |              |                      |                      |              |              |  |
|  | 4           | Brandon Nakashima       | 6                       | 65          | 6           |  |  |              |                      |                      |              |              |  |
|  | WC          | Reda Bennani            | 1                       | 7           | 1           |  |  | 4            | Brandon Nakashima    | Brandon Nakashima    | 7            | 7            |  |
|  |             | Bernabé Zapata Miralles | Bernabé Zapata Miralles | 4           | 4           |  |  | 17           | Camilo Ugo Carabelli | Camilo Ugo Carabelli | 64           | 6            |  |
|  | 17          | Camilo Ugo Carabelli    | Camilo Ugo Carabelli    | 6           | 6           |  |  |              |                      |                      |              |              |  |

### Sezione 5
|  | Primo turno | Primo turno            | Primo turno            | Primo turno | Primo turno |  |  | Ultimo turno | Ultimo turno           | Ultimo turno           | Ultimo turno | Ultimo turno |  |
|  |             |                        |                        |             |             |  |  |              |                        |                        |              |              |  |
|  | 5           | Thiago Agustín Tirante | Thiago Agustín Tirante | 6           | 7           |  |  |              |                        |                        |              |              |  |
|  |             | Titouan Droguet        | Titouan Droguet        | 3           | 5           |  |  | 5            | Thiago Agustín Tirante | Thiago Agustín Tirante | 3            | 3            |  |
|  | WC          | Pol Martín Tiffon      | Pol Martín Tiffon      | 3           | 2           |  |  | 22           | Lukáš Klein            | Lukáš Klein            | 6            | 6            |  |
|  | 22          | Lukáš Klein            | Lukáš Klein            | 6           | 6           |  |  |              |                        |                        |              |              |  |

### Sezione 6
|  | Primo turno | Primo turno        | Primo turno     | Primo turno | Primo turno |  |  | Ultimo turno | Ultimo turno       | Ultimo turno | Ultimo turno | Ultimo turno |  |
|  |             |                    |                 |             |             |  |  |              |                    |              |              |              |  |
|  | Alt         | Benjamin Hassan    | Benjamin Hassan | 6           | 6           |  |  |              |                    |              |              |              |  |
|  |             | Emilio Nava        | Emilio Nava     | 4           | 2           |  |  | Alt          | Benjamin Hassan    | 5            | 7            | 6            |  |
|  |             | Shintaro Mochizuki | 7               | 2           |             |  |  |              | Shintaro Mochizuki | 7            | 5            | 3            |  |
|  | 18          | Alexandre Müller   | 67              | 0           | r           |  |  |              |                    |              |              |              |  |

### Sezione 7
|  | Primo turno | Primo turno        | Primo turno     | Primo turno | Primo turno |  |  | Ultimo turno | Ultimo turno       | Ultimo turno       | Ultimo turno | Ultimo turno |  |
|  |             |                    |                 |             |             |  |  |              |                    |                    |              |              |  |
|  | 7           | Corentin Moutet    | Corentin Moutet | 6           | 7           |  |  |              |                    |                    |              |              |  |
|  |             | Térence Atmane     | Térence Atmane  | 4           | 63          |  |  | 7            | Corentin Moutet    | Corentin Moutet    | 6            | 6            |  |
|  | WC          | Abedallah Shelbayh | 6               | 1           | 6           |  |  | WC           | Abedallah Shelbayh | Abedallah Shelbayh | 2            | 2            |  |
|  | 24          | Vít Kopřiva        | 1               | 6           | 1           |  |  |              |                    |                    |              |              |  |

### Sezione 8
|  | Primo turno | Primo turno           | Primo turno        | Primo turno | Primo turno |  |  | Ultimo turno | Ultimo turno       | Ultimo turno       | Ultimo turno | Ultimo turno |  |
|  |             |                       |                    |             |             |  |  |              |                    |                    |              |              |  |
|  | 8           | Thanasi Kokkinakis    | Thanasi Kokkinakis | 6           | 6           |  |  |              |                    |                    |              |              |  |
|  |             | Grégoire Barrère      | Grégoire Barrère   | 2           | 2           |  |  | 8            | Thanasi Kokkinakis | Thanasi Kokkinakis | 6            | 6            |  |
|  |             | Felipe Meligeni Alves | 2                  | 6           | 5           |  |  | 14           | Dominic Thiem      | Dominic Thiem      | 1            | 3            |  |
|  | 14          | Dominic Thiem         | 6                  | 3           | 7           |  |  |              |                    |                    |              |              |  |

### Sezione 9
|  | Primo turno | Primo turno           | Primo turno           | Primo turno | Primo turno |  |  | Ultimo turno | Ultimo turno    | Ultimo turno    | Ultimo turno | Ultimo turno |  |
|  |             |                       |                       |             |             |  |  |              |                 |                 |              |              |  |
|  | 25          | Duje Ajduković        | Duje Ajduković        | 7           | 7           |  |  |              |                 |                 |              |              |  |
|  |             | Pierre-Hugues Herbert | Pierre-Hugues Herbert | 5           | 5           |  |  | 25           | Duje Ajduković  | Duje Ajduković  | 2            | 5            |  |
|  | Alt         | Stefano Napolitano    | Stefano Napolitano    | 4           | 3           |  |  | 19           | Richard Gasquet | Richard Gasquet | 6            | 7            |  |
|  | 19          | Richard Gasquet       | Richard Gasquet       | 6           | 6           |  |  |              |                 |                 |              |              |  |

### Sezione 10
|  | Primo turno | Primo turno        | Primo turno        | Primo turno | Primo turno |  |  | Ultimo turno | Ultimo turno       | Ultimo turno       | Ultimo turno | Ultimo turno |  |
|  |             |                    |                    |             |             |  |  |              |                    |                    |              |              |  |
|  | 10          | Hugo Gaston        | 6                  | 3           | 1           |  |  |              |                    |                    |              |              |  |
|  |             | Hamad Međedović    | 4                  | 6           | 6           |  |  |              | Hamad Međedović    | Hamad Međedović    | 6            | 6            |  |
|  |             | Andrea Vavassori   | Andrea Vavassori   | 4           | 5           |  |  | 21           | Francisco Comesaña | Francisco Comesaña | 4            | 1            |  |
|  | 21          | Francisco Comesaña | Francisco Comesaña | 6           | 7           |  |  |              |                    |                    |              |              |  |

### Sezione 11
|  | Primo turno | Primo turno          | Primo turno          | Primo turno | Primo turno |  |  | Ultimo turno | Ultimo turno         | Ultimo turno         | Ultimo turno | Ultimo turno |  |
|  |             |                      |                      |             |             |  |  |              |                      |                      |              |              |  |
|  | 11          | Aleksandar Kovacevic | Aleksandar Kovacevic | 6           | 6           |  |  |              |                      |                      |              |              |  |
|  |             | Matteo Gigante       | Matteo Gigante       | 3           | 3           |  |  | 11           | Aleksandar Kovacevic | Aleksandar Kovacevic | 6            | 6            |  |
|  |             | Valentin Vacherot    | 6                    | 2           | 6           |  |  |              | Valentin Vacherot    | Valentin Vacherot    | 4            | 2            |  |
|  | 23          | Jurij Rodionov       | 3                    | 6           | 2           |  |  |              |                      |                      |              |              |  |

### Sezione 12
|  | Primo turno | Primo turno         | Primo turno         | Primo turno | Primo turno |  |  | Ultimo turno | Ultimo turno    | Ultimo turno    | Ultimo turno | Ultimo turno |  |
|  |             |                     |                     |             |             |  |  |              |                 |                 |              |              |  |
|  | 12          | David Goffin        | 2                   | 6           | 3           |  |  |              |                 |                 |              |              |  |
|  |             | Facundo Bagnis      | 6                   | 2           | 6           |  |  |              | Facundo Bagnis  | Facundo Bagnis  | 6            | 6            |  |
|  |             | Giulio Zeppieri     | Giulio Zeppieri     | 6           | 7           |  |  |              | Giulio Zeppieri | Giulio Zeppieri | 4            | 4            |  |
|  | 13          | Maximilian Marterer | Maximilian Marterer | 3           | 65          |  |  |              |                 |                 |              |              |  |